# Güines
Güines ist ein Municipio und eine Stadt in der kubanischen Provinz Mayabeque. Bis 2010 gehörte das Municipio zur aufgelösten Provinz La Habana.
Es befindet sich 30 km südlich von Havanna an den Ufern des Río Mayabeque, die Gegend gehört zu den fruchtbarsten in Kuba. Gegründet im Jahr 1735 neben der Kirche von San Julian. Die Eisenbahnstrecke Havanna – Güines war die erste Eisenbahnverbindung in Lateinamerika, sie wurde am 10. November 1837 eröffnet, fast sechs Jahre vor der ersten Eisenbahnlinie in Spanien.

## Geschichte
Die Villa de San Cristóbal de La Habana wurde ursprünglich an einem nahe gelegenen Ort, San Pedro de Mayabeque an der Mündung des Río Guinicagina oder antiquiert Onicaginal, 1514 gegründet und 1519 nach Norden verlegt.
Am 22. Oktober 1598 wurde dem Gouverneur von Habanna, Diego de la Rivera der Corral Los Güines, welcher den Norden von Yamaraguas und den Süden von La Bija enthielt, überschrieben.
Ein Taíno, Pedro Guzmán soll Spaniern erlaubt haben, dass diese auf dem Ejido der Taíno siedeln, was der kolonialen Rassentrennung widersprochen hätte, das Ejido der ausgerotteten Taínos wurde so nicht an die Krone zurückgegeben.
1671 erhielt Juan de la Gama, (Agama), die Rancho de Julián, welche an Güines, Río Bayamo und Nombre de Dios grenzte, die entsprechende Cedula wurde am 26. Mai 1673 vom Cabildo de La Habana unterzeichnet.
Die Erben von Diego de la Rivera verkauften den Corral Los Güines 1725 für 25.000 Ducados an Miguel de Ayala Fernández de Velásquez einem Escribano de Gobierno, Guerra, Gracia y Justicia. welcher sich im heutigen Leguina etwa der Calle Reina oder Avenida 91 ansiedelte.
1735 wurde die Gemeindekirche San Julián de Güines eingeweiht, das Datum gilt als Gründungsdatum von Güines.
1775 berichtete Felipe de Fondesviela y Ondeano, der Marqués de la Torre, von der Bedeutung der Gegend in einer Mitteilung an Karl III. (Spanien) und
beantragte die Aufwertung der Ansiedlung zur Villa.
Der Consejo de Indias stimmte zu und der König ratifizierte.
Mit der Unterschrift am 30. September 1779, wird der Kern zu einer Zuckerindustrie, welche heute 94 Zuckerraffinerien in diesem Municipio umfasst, gegründet.
1815 wurde der Ort zur Villa Francisco Javier y San Julián de los Güines aufgewertet.
Zwischen 10. November 1837 und 18. November 1838
wurde El Camino de Hierro, die erste Eisenbahnstrecke in Lateinamerika zwischen Havanna – Güines erstellt.
1884 wurde die Comunidad de Regantes ein Wasserrechtsgremium, ähnlich dem Tribunal de las Aguas de Valencia eingerichtet.
Am  20. Mai 1902 war die Annahme des Platt Amendment Voraussetzung für den Abzug der US-Besatzungstruppen. Die Unterordnung der kubanischen Politik unter die Interessen des US-Kapitals konnte ohne den Aufwand einer weiteren Besatzung bis 1934 festgeschrieben werden.
In Güines wurde ein Kampfgenosse von José Martí, Leandro Rodríguez Bürgermeister und stand in Opposition zu Präsident Tomás Estrada Palma.
Nach dem Putsch von Fulgencio Batista am 10. März 1952 leisteten Rafael García Barcenas, Raúl Gómez García und Francisco Valdés Ginebra aus Guines in der FEU Widerstand.
Am 11. Februar 1958 wurde Aleida Fernández Chardiet ermordet, zu ihrem gut besuchten Begräbnis, wurden die Geschäfte geschlossen.
Am 19. März 1958 wurde der zerschossene Körper von Juan Borrell, sowie die Leichen von Sergio González und Bernardino García Santos "Motica", auf dem
Grundstück Altahabana gefunden.
Nach einem Streik am 9. April 1958 auf der Finca Anacahuita wurden Humberto Almeida, Restituto Alonso, Venancio Núñez und Daniel Pérez ermordet.
1969 eröffnete Fidel Castro die neue Gemeinde El Cangre. Von Güines wird Catalina, Osvaldo Sánchez und einige ländliche Zonen von San José und San Nicolás verwaltet.

## Söhne und Töchter der Stadt
- Lenier (* 1989), Liedermacher
- Tata Güines (1930–2008), Perkussionist, Bandleader, Komponist und Arrangeur